# Riu Pecos
El riu Pecos és un riu de l'Amèrica del Nord, afluent del Rio Bravo, o també Rio Grande, que neix a les muntanyes de Santa Fe, contraforts de les muntanyes Rocoses, al nord de l'estat de Nou Mèxic, i discorre uns 1.490 km per Nou Mèxic i Texas, fins a junyir amb el Rio Bravo al començament de l'embassament Amistad, que fa frontera entre Texas, als EUA, i l'estat de Coahuila de Zaragoza, a Mèxic.
L'origen del nom no és gens clar. Els espanyols, que el van explorar al segle xvi, el van anomenar riu de les Vaques, pels búfals que hi van veure, i riu Salat, pel mal gust de la seva aigua. Per als mexicans va ésser durant molt de temps el río Puerco (riu Brut).
Del segle xix prové l'expressió a l'oest del riu Pecos que fa referència a la condició de límit entre la civilització i l'anomenat Oest salvatge o Oest llunyà, el Far West.

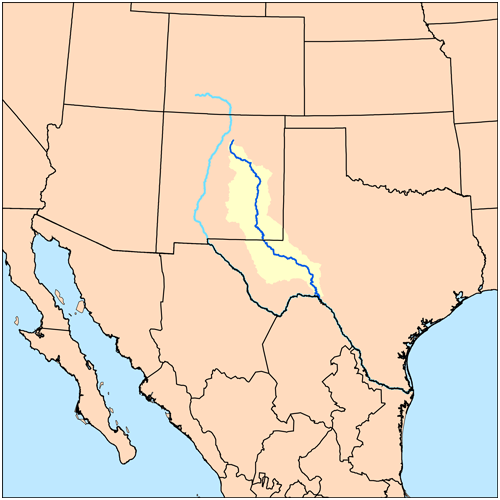
Localització del riu i la seva conca.

29° 41′ 59″ N, 101° 22′ 16″ O / 29.69972°N,101.37111°O